# 今井宇三郎
今井 宇三郎（いまい うさぶろう、1911年 - 2005年）は、日本の中国思想史学者。学位は、文学博士（東京教育大学・論文博士・1961年）（学位論文「宋代易学の研究」）。大東文化大学教授を経て、追手門学院大学教授。

## 略歴
1939年東京文理科大学卒、筑波大学教授、筑波大学哲学思想学系初代学系長。1961年「宋代易学の研究」で東京教育大学より文学博士の学位を取得。1975年定年退官。
大東文化大学教授を経て、追手門学院大学教授。
易学が専門だが、『菜根譚』の注釈でも知られる。

## 著書
- 宋代易学の研究 明治図書出版 1958
- 菜根譚 洪自誠 明徳出版社 1967、新版2007（中国古典新書）
- 菜根譚 洪自誠 岩波文庫 1975、岩波クラシックス 1982、ワイド版1991。各・大判
- 論語・孟子要解　有精堂出版 1984（文法解明叢書）

### 校註
- 日本思想大系 53 水戸学　岩波書店 1973。瀬谷義彦・尾崎正英と校注
- 新釈漢文大系 23・24 易経 上・中　明治書院 1987-1993
- 新釈漢文大系 63 易経 下　明治書院 2008。堀池信夫・間嶋潤一が補訂
- 新書漢文大系 40 易経　明治書院 2019。辛賢編